# Противтенковски топ 37 mm Пак 35/36 (3.7 cm Pak 35/36)
Противтенковски топ 37  Пак 35/36 (3,7 cm Pak 35/36) је био стандарни немачки противтенковски топ на почетку Другог светског рата 1939. године. Први пут је тестиран у борбеним условима током Шпанског грађанског рата 1937-38. године. КвК 36 Л 45 (KwK 36 L45) је био верзија овог топа намењена за уградњу у тенкове и друга оклопна возила, а најпознатији тенк који је био наоружан са овим топом био је немачки Панцер III.

## Историја
Мали калибар и слаба пробојна моћ немачког противтенковског топа Пак 36 учиниле су га застарелим већ на почетку Другог светског рата. Током немачке кампање на западу, показало се да је овај топ бескористан против боље оклопљених непријатељских тенкова као што је то била британска Матилда Мк II. Током битке за Француску посаде неколико ових топова су тврдиле да су успеле да униште француски тешки тенк Шар Б1 пуцајући у његов бок, међутим ова прича је највероватније измишљена. Због неспособности да се избори са противничким тенковима овај топ је добио надимак „Куцач на врата“.
Средином 1940. године почело је пренаоружавање немачких јединица нових противтенковским топом 50 mm Пак 38 (5 cm Pak 38). Увођењем новог пројектила са језгром од тунгстена незнатно је повећало пробојну моћ противтенковског топа Пак 36 али ни то није било довољно да би могао да се супротстави совјетским тенковима Т-34 и КВ-1. Упркос томе Пак 36 је остао стандардно немачко противтенковско оруђе све до 1942. године. Њихове посаде и даље су успевале да униште провитничке тенкове са изузетно малих раздаљина али је овакав начин борбе захтевао челичне живце и није пружао другу шансу.
Након што је постепено замењен са јачим противтенковским топовима, Пак 36 је монтиран на полугусеничаре како би били оспособљени за борбу против лако оклопљених непријатељских возила. Значајан број топова Пак 36 испоручено је савезницима Нацистичке Немачке. Тако се овај топ нашао у наоружању Финске, Мађарске, Румуније и Словачке. Током 1943. године борбени комплет противтенковског топа Пак 36 употпуњен је са новим тешким кумулативним пројектилом (Stielgranate 41) који се навлачио преко отвора цеви, а за чије испаљивање је коришћено маневарско пуњење. Овај пројектил је имао разорно дејство али само на радаљинама мањим од 300 m. Противтенковски топови Пак 36, са новим кумулативним пројектилима су се, до краја рата налазили у наоружању немачких падобранаца и других лако наоружаних јединица.
Са производњом све тежих и боље оклопљених тенкова Пак 35/36 је изгубио значај као противоклопно оруђе али је његова борбена употреба продужена конструисањем посебног тешког кумулативног пројектила који се навлачио преко отвора цеви, а за чије испаљивање је коришћено маневарско пуњење. Овај пројектил је на малим раздаљинама имао разорно дејство.